# نستله أمريكا الشمالية للمياه
شركة نستله أمريكا الشمالية للمياه (Nestlé Waters North America) هي شركات تتبع شركة نستله السويسرية، تنتج أو تقوم بتسوّيق عِدّة ماركات من المياه المعبأة في أماكن عديدة في الولايات المتحدة الأمريكية. من ضمن تلك الماركات، ماركة «بريير» وماركة «سان بليغرينو». من مديري إداراتها «تم براون» مدير عام، و«بل بيرسون» المدير المالي. يتواجَد فرعها الرئيسي في ستامفورد (كونيتيكت).

## ماركات بحسب المناطق
تنتج نسله من ضمن منتجاتها ماء معبأ له ماركات كثيرة تختلف بحسب المنظقة. منها «أروهيد ووتر»، و«دير بارك» و «أيس ماونتان» و«بولاند سبيرنغ» وغيرها.
كما تنتج نستلة «بيور لايف» في أريكا الشمالية منذ 2002 . قبل ذلك كانت تلك الماركة تسمى «أبرفويا سبيرنجز» وكانت تنتج من شركة أبرفويل سبرينغز منذ عام 1993.
وبعد أن اشترت نسله شركة أبرفويل سبرينجز ومنشآتها في عام 2000، غيرت نستله الاسم أولا إلى في 2002 إلى «نستله بيور لايف أبرفويل» ثم إل «نستله بيور لايف ناتشورال سبرينغ ووتر»
Nestlé Pure Life Natural Spring Water . كما تقوم نستله بتعبئة زجاجات نوع «مونتكلير» في نفس المصنع.
يقوم مصنع أبرفويل سبرينغز حاليا بتعبئة نوعين من المياه المعدنية: أبرفويل سبرينغ ووتر وسبرينغ ووتر يأتيها في شاحنات كبيرة من سيدار فالي سبيرينغ في «إيرين، أونتاريو». وبالإضافة إلى ذلك يعبأ سبرينغ ووتر في مصنع «هوب، بريتيش كولومبيا». يعتبر منتج نسله في الولايات المتحدة «نستله بيور لايف» ماء مرشحا.
وتعتبر نستله ووترز حاليا أكبر شركة تعبئة مياه في كندا، حيث يوجد هناك مصنعان.
كما تبيع نستله ثلاثة ماركات في أوروبا: بيير وسان بيليجرينو، وأكوا بانا.
وتنتج أحد الشركات التابعة لنستله ماركة «بولاند سبيرينغ» من المياه المعبأة.
وكانت تلك الشركة قد تأسست في عام 1845 من «هيرام ريكر». وتتكون بولاند سبيرينغ من مصادر مختلفة من مين بالولايات المتحدة، وبولاند سبرينغ وجاردن سبرينغ مين ، بولاند و «فرايبورغ، مين» وغيرها.
. وهي أكثر المبيعات لنستله في أمريكا الشمالية.

## مبيعات المياه
في عام 1891 سجل مكتب مين للصناعة والعمل إحصاء 81 منبع للمياه المعدنية. وكان منها 32 يعملون في تعبئة المياه للتجارة وكانت مبيعاتهم نحو 400.000 دولار. من ضمنها مبيعات بمبلغ 200.000 دولار من نوع
بولاند سبرينغ.
وتبيع حاليا من ماركو بولاند سبرينغ في عبوات 8، و12 و 20 أونصة، وزجاجات بعبوة نصق لتر و 1 لتر و 5و1 لتر وكذلك في خزانات للمكاتب سعة 5 جالون وغيرها، وللتوصيل إلى المنازل. من الأتواع الأخرى الأقل بيعا ماركة سباركليج وليمون ولايم، وماء مقطر. وتباع كل مبيعات بولاند سبرينغين في زجاجات من البلاستيك للأمان وللاقتصادية.
في عام 2005 غيرت بولاند سبرينغ لون زجاجاتها سعة 1 جالون من اللون الأخضر إلى الشفاف. وكان سبب تغيير اللون بغرض إزالة اللون من على الغطاء، مما يسهل دخولها في عملية التدوير. ثم خفضت بولاند سبرينغ في عام 2007 كمية البلاستيك للزجاجة بنسبة 30% لتكون مناسبة أكثر للبيئة.

## قضايا ضد نستله
تتعرض شركة نستله بالولايات المتحدة، وهي أحد أكبر منتجي المياه المعبأة في العالم إلى انتقاد شديد بالنسبة لأخلاقياتها في ضبط منابع للمياه في أنحاء كثيرة من العالم، حيث تمنع في بعض الأحيان سكان تلك المناطق من استغلال مياه آتية من جوف أراضيهم. علاوة على ذلك ينتبه سكان بعض تلك المناطق إلى اسخراج نسله الكثيف من المياه الجوفية وتصديرها، والتاثير السلبي لهذا الاستغلال الكثيف على البيئة.